# Zepelin
Zepelin est une commune allemande du land de Mecklembourg-Poméranie-Occidentale, située dans l'arrondissement de Rostock.

## Géographie
Le territoire communal s'étend dans la plaine à l'est de la ville de Bützow, sur la route de Güstrow, entre la rivière Warnow au nord et la Nebel au sud.

## Histoire
Fondé au XIIe siècle, au cours de la colonisation germanique du Mecklembourg, le lieu fut mentionné pour la première fois dans un acte de l'an 1246. Le domaine a été le siège ancestral de la noble famille von Zeppelin.
De 1621 à 1695, le village appartient au duché de Mecklembourg-Güstrow puis, dès 1701, au duché de Mecklembourg-Schwerin.

## Source
- (de) Cet article est partiellement ou en totalité issu de l’article de Wikipédia en allemand intitulé « Zepelin » (voir la liste des auteurs).